# Alexandre Marcel
Alexandre Auguste Louis Marcel (Párizs, 1860. szeptember 11. – Párizs, 1928. június 30.) francia építész.

## Élete és munkássága
Az École des Beaux Arts művészeti iskolán tanult 1877-től, mestere volt Louis-Jules André. Kétszer is pályázott a Római díjra, de nem sikerült megkapnia. A századforduló művészeti korszakában az egzotikus mintákra épülő sajátos építészeti stílusával szerzett nevet. Különösen a japán motívumok, a japán stílus ragadta meg, bár sokáig nem járt Ázsiában. (Csak 1913-ban jutott és Tokióba, az ottani francia nagykövetségre.)
Az 1900-as párizsi világkiállításon számos épület tervezése fűződik a nevéhez. Utána a belga királyi család építésze lett. Ő építette a Brüsszel melletti Laekenben lévő királyi palota parkjában a japán tornyot és a kínai pagodát. Emellett Kairó külvárosában a Héliopolisz nevű új városrész tervezésében is részt vett.

## Galéria

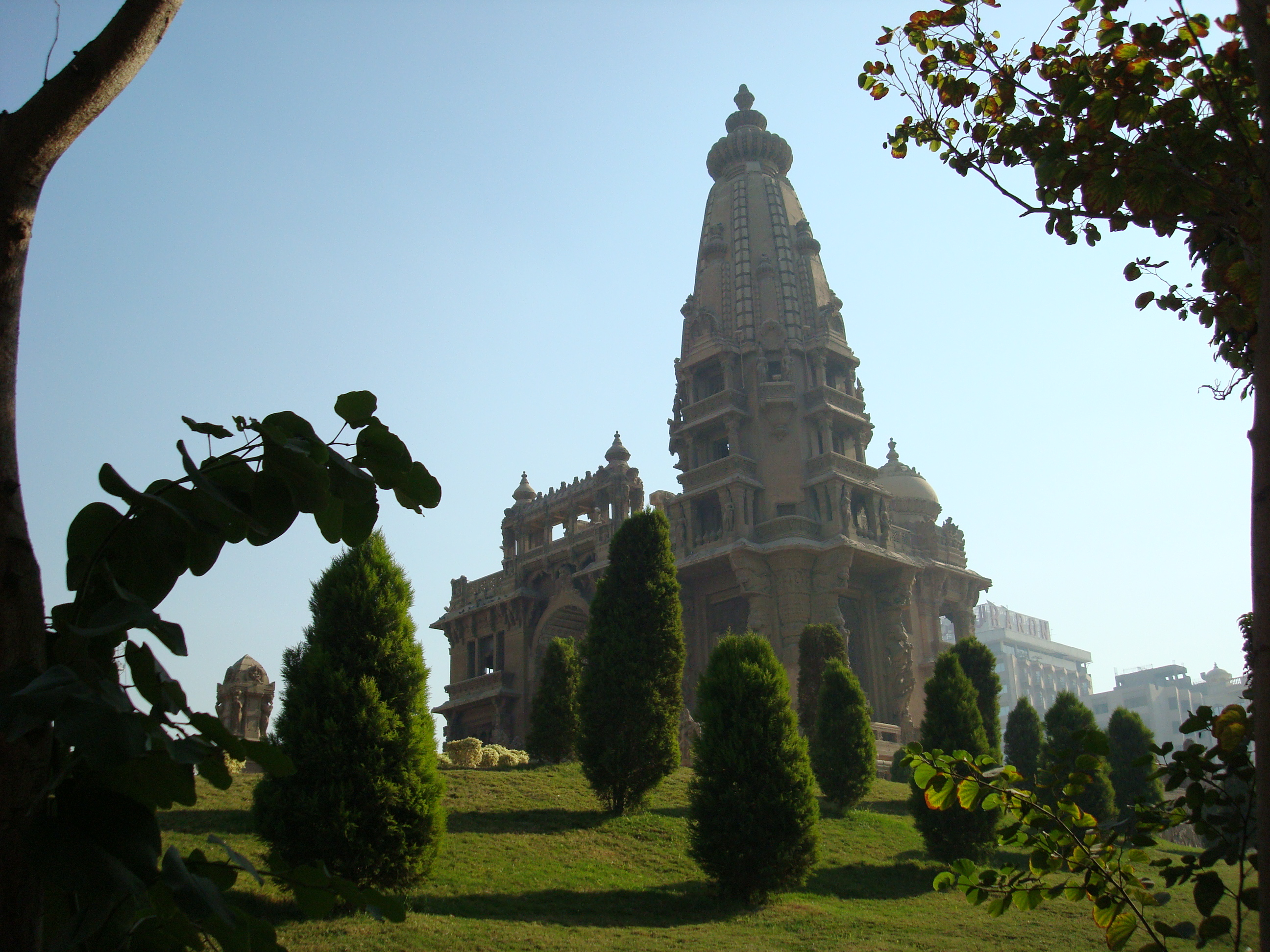
Empain báró palotája, Kairó.
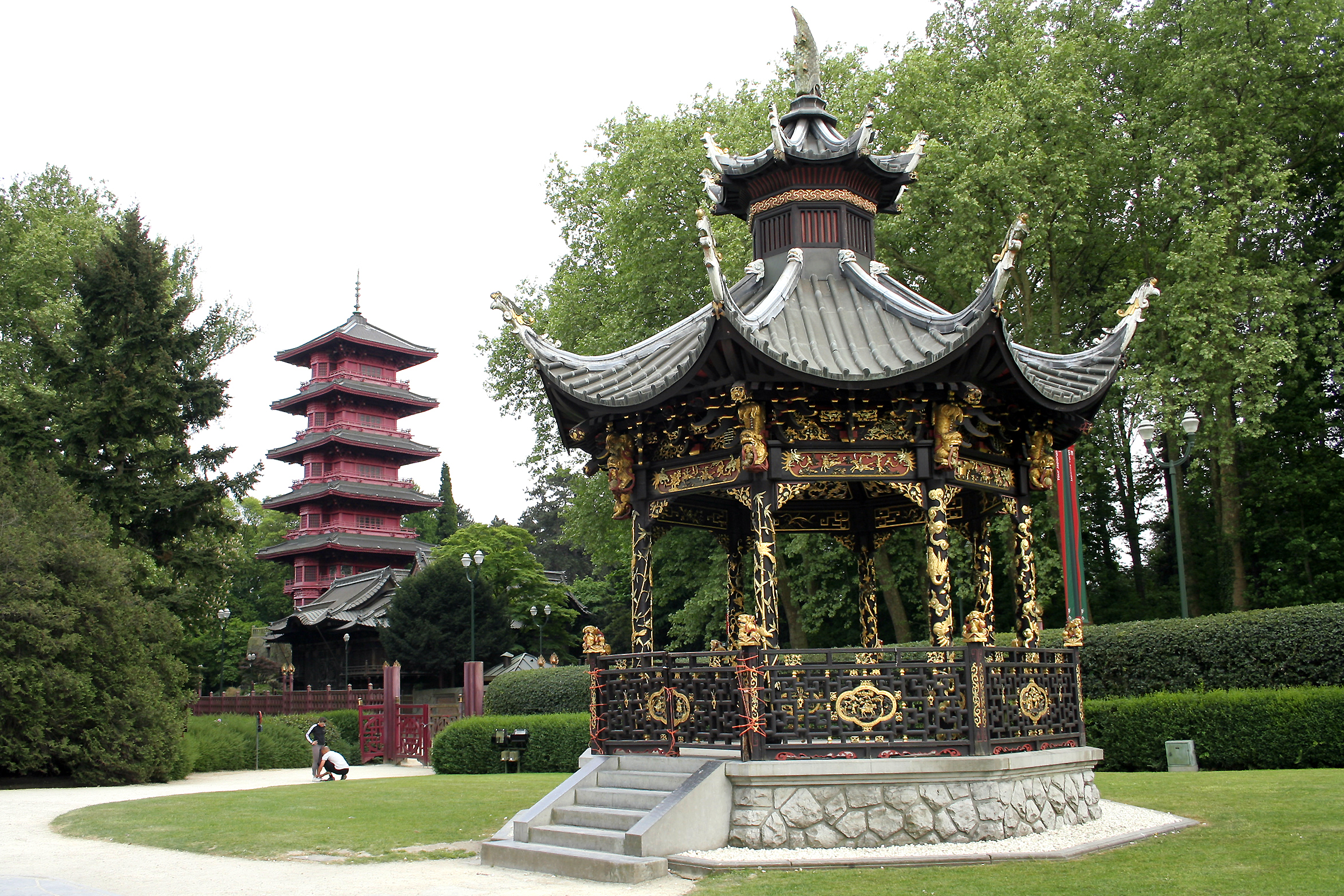
Japán torony és kínai pavilon, Laeken, Brüsszel .
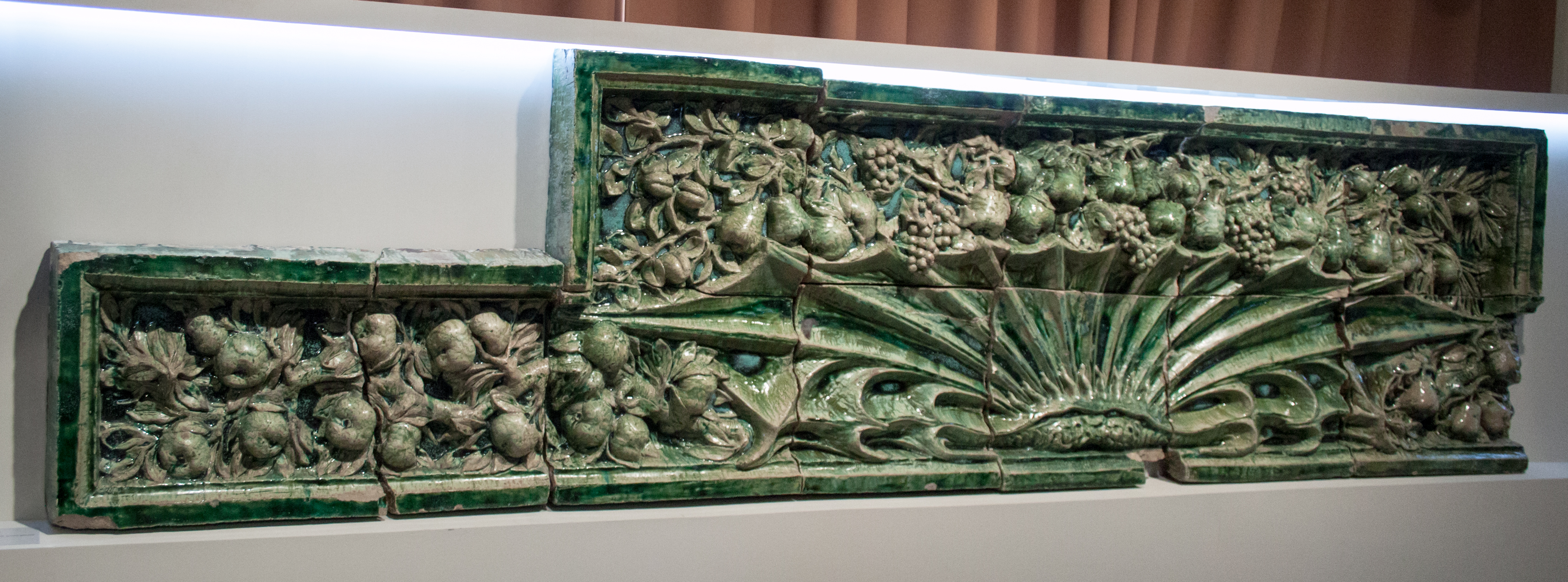
Szecessziós díszítő elem az Iparművészeti Múzeum Bigot-pavilon kiállításán, Marcel munkája.